# مسجد بني حرام
مسجد بني حرام أحد مساجد المدينة المنورة التاريخية والذي صلى في موضعه الرسول ﷺ أثناء حفر الخندق، وقد حدثت معجزة تكثير الطعام في هذا الشعب على يد الرسول ﷺ في غزوة الأحزاب. فعن جابر أن النبي ﷺ صلى في مسجد الخربة ومسجد القبلتين وفي مسجد بني حرام بالقاع.

## الموقع
يقـع شرق وادي بطحان عند سفح جبل سلع على يمـين المتجـه من (المسجد النبوي الشريف) إلى مساجد الفتح (المساجد السبعة) من طريـق القبلتـين (بالقـرب من شـعب في جبـل سلـع)، وقـد زاد عمر بن عبد العزيز في بنائه حينما كان والياً على المدينة المنورة، وهو مبني الآن على طراز حديث بالخرسانة المسلحة.

## التسمية
سمي بذلك لوقوعه في منازل بني حرام. يقع المسجد غربي جبل سلع، وعلى يمين القادم من شارع السيح والمتجه إلى منطقة المساجد السبعة، خلف المدرسة الثانوية الثامنة للبنات.
شعب بني حرام رضي الله عنهم الشعب بكسر الشين وسكون الباء مانفرج بين جبلين وشعب بني حرام حيهم الذي كانوا يسكنون فيه وبنوا حرام من بني سلمة من الأنصار في المدينة المنورة ويقع شعبهم بجانب جبل سلع واشتهر بين الناس باسم (حارة العماري) نسبة لرجل كان يملك بعض العقارات فيه ويقع في الشعب مسجد بني حرام الذي حدثت فيه معجزة تكثير الطعام لرسول الله ﷺ عام غزوة الأحزاب وفي نفس مكان المسجد كانت دار جابر بن عبد الله بن حرام، الذي حدثت فيه المعجزة ويقع فيه كهف بني حرام الذي كان يبيت فيه النبي ﷺ محروسا، ويسكن الشعب حاليا عدة أعراق من أهل المدينة ويسود فيه وئام وسلام بين أهل الشعب تمثل في معايدة سنوية تقام أول أيام عيد الفطر المبارك يشارك فيها أهل الشعب وقد بدأت من العام 1430هـ 2009م وصاحب فكرتها هو السيد / محمد سيداهلو الشنقيطي ولاتزال مستمرة أحد أعيان الشعب، ويسكن الشعب عدة أعراق من جنسيات مختلفة

## الخلفية التاريخية
صلّى الرسول محمد صلى الله عليه وسلم في موضعه أثناء حفر الخندق، وقد حدثت معجزة تكثير الطعام في هذا الشعب على يد الرسول في غزوة الأحزاب. فعن جابر أن النبي صلى في مسجد الخربة ومسجد القبلتين وفي مسجد بني حرام بالقاع، وقد كان البناء الأول للمسجد من حجارة الحرة البازلتية المنقوشة (المقصوصة المشذبة) وسقفه من الخشب وجريد النخل، وذكر مجد الدين الفيروزآبادي في كتابه المغانم المطابة في معالم طابة: «وقالو واشترت بنو حرام غلاما روميا من أعطياتهم وكان ينقل الحجارة من الحرة وينقشها، فبنوا مسجدهم الذي بالشعب وسقفوه بخشب وجريد».
وفي عصر عمر بن عبد العزيز رفع جدار المسجد بمقدار مدماكين أي صفين من الحجارة ونقل اليه من خشب الساج الذي كان في المسجد النبوي أثناء توسعته.
وقد اندثر المسجد بعد عصر المؤرخ العباسي حتى أعاد اكتشافه المؤرخ العياشي من خلال اثار المسجد التي وجدها وتم تكوين لجنة لتوثيق المسجد وعلى اثر ذلك تم إعادة بناء المسجد على اساساته الحجرية عام 1388هـ على نفقة السيد عبد الوهاب فقيه. أما البناء الأخير فيرجع إلى الفترة مابين عامي 1399إلى عام 1400هـ.

## التكوين المعماري
تم بناء المسجد بمواد البناء الحديثة، حيث تم استخدام الطوب والمونة الاسمنتية وتم بناء سقفه من الخرسانة، وتبلغ مساحة المسجد الكلية نحو 226.4م2، ويتسع لنحو 136 مصل، ويتكون المسجد من بيت للصلاة (16.50*9.15) وبه المحراب، وإلى الشمال منه يقع فراغ مصلى النساء (6.87*3.36م)، وفي اتجاه الشرق منها دورات المياه والمواضئ والتي  تبلغ مساحتها نحو 9.69م2، ومستودع (1.25*2.94م)، ويحتوي المسجد على ثلاثة مداخل، مدخل رئيسي من الشمال واثنين فرعيين من الجهتين، الغربي يؤدي للمئذنة، والغربي والذي يؤدي دورات المياه والمواضئ.

## تجديد المسجد
ضُمّ المسجد إلى مشروع محمد بن سلمان لتطوير المساجد التاريخية في مرحلته الثانية سنة 2023م، على أن يتم تجديده على الطراز التراثي للمدينة المنورة باستخدام مواد طبيعية محلية من أخشاب الأشجار والحجارة والطين، وتضاف إلى مساحته عشرة مترات مربعة ليصبح 236.42م2، وبطاقة استيعابية لنحو 172 مصلياً.